# Dean Martin
Dino Paul Crocetti, más conocido por su nombre artístico Dean Martin (Steubenville, Ohio, 7 de junio de 1917-Beverly Hills, California, 25 de diciembre de 1995), fue un cómico, actor y cantante estadounidense. 
Formó, junto con Jerry Lewis, una exitosa pareja artística que triunfó durante los años cincuenta en clubes, cine y televisión. Tras su separación de Lewis y a las órdenes de grandes directores como Billy Wilder, Howard Hawks, John Sturges o Vincente Minnelli, interpretó sus papeles más destacados en el cine. Fue miembro del denominado Rat Pack, grupo integrado por los célebres Frank Sinatra, Sammy Davis Jr., Joey Bishop y Peter Lawford, de los que se decía que tenían estrechas relaciones con la mafia y asociado al crecimiento de la ciudad de Las Vegas.[cita requerida]
De 1965 a 1973, tuvo su propio programa de variedades en la televisión, The Dean Martin Show, en la NBC, y, cuando la popularidad del mismo empezó a declinar, la NBC lanzó el programa The Dean Martin Celebrity Roast, que gozó de una gran popularidad hasta su finalización en 1984. En dicho programa un grupo de cómicos, personalidades de Hollywood y políticos de Estados Unidos se reunían en un salón del hotel MGM Grand en Las Vegas, para hacer una crítica cómica, satírica y mordaz de un personaje de la semana. A lo largo de su carrera, Martin actuó en escenarios de conciertos, clubes nocturnos, grabaciones de audio y apareció en ochenta y cinco producciones cinematográficas y televisivas.[cita requerida]

## Biografía
Martin procedía de una familia de inmigrantes italianos, su verdadero nombre era Dino Paul Crocetti. Nació en Steubenville (Ohio). Su madre, Angela Crocetti (Barra; apellido de soltera), que tenía ancestros napolitanos y sicilianos, era ama de casa y su padre, Gaetano Crocetti, era de Montesilvano (Pescara, Abruzzo) y trabajaba de barbero. Martin, que era el menor de dos hermanos, habló casi únicamente italiano hasta empezar la escuela. Asistió a la Grant Elementary School en Steubenville, y de adolescente tocaba la batería como pasatiempo. Era objeto de burla de sus compañeros debido a su inglés entrecortado y abandonó la Steubenville High School en el décimo grado.
Empezó a trabajar en distintas actividades: como peón, en una gasolinera, de croupier y hubo un período en el que probó suerte como boxeador. En el cuadrilátero no le fue mal, luchando bajo el seudónimo de Kid Crocetti.

## Cantante
Paralelamente a sus escarceos en el cuadrilátero, Dino empezó a actuar como cantante en los clubes con el nombre artístico de Dino Martini.
A lo largo de su dilatada carrera como cantante, Martin tuvo grandes éxitos con las interpretaciones Volare (Nel Blu Dipinto di Blu), de Domenico Modugno; Everybody Loves Somebody; Sway, o Mambo italiano. Con el tiempo, en sus actuaciones, además de cantar interpretaba también números cómicos.

### Martin y Lewis, un dúo imbatible
A mediados de la década de los 40, Martin conoció en el ambiente de los clubes nocturnos a un cómico novato llamado Jerry Lewis, con el que rápidamente formó una amistad personal y una pareja profesional, que, desde el estreno de su primer espectáculo de humor en el 500 Club de Atlantic City, en 1946, se convertiría en el dúo cómico más exitoso en Estados Unidos durante la siguiente década. En poco tiempo, Martin y Lewis comenzaron a ser reconocidos y, el 20 de junio de 1948, llegaron a la televisión como los cómicos invitados de un nuevo programa de variedades que estrenaba la CBS, titulado Toast of the Town, cuyo presentador era Ed Sullivan).

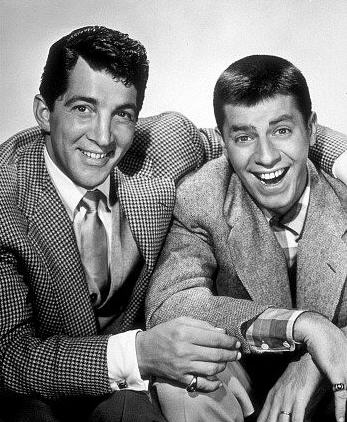
Martin y Jerry Lewis

En 1949, el éxito del dúo se trasladó al cine de mano de la productora cinematográfica Paramount, y protagonizaron un total de dieciocho rentables películas, dirigidas por realizadores como George Marshall, Hal Walker y Norman Taurog. La última de estas cintas fue Loco por Anita, junto con Anita Ekberg, en 1956.
Paralelamente, a partir de 1951, la pareja tuvo también su propio espacio en televisión, como las estrellas invitadas del programa de variedades The Colgate Comedy Hour, emitido entre 1950 y 1955 por la NBC.
La relación de amistad entre ambos artistas comenzó a resentirse debido a que los medios atribuían el éxito del dúo mayormente al talento de Lewis. Martin soportó estoicamente la situación hasta que, frente al crecido ego de Lewis, estimó que lo mejor era separar caminos.[cita requerida]
En 1976, después de veinte años sin hablarse personalmente (salvo llamadas telefónicas de Martin a Lewis, para desearle éxito en los proyectos nuevos que emprendía), se reencontraron durante la emisión del telemaratón anual de Jerry Lewis. Allí Frank Sinatra, amigo de ambos, llevó como invitado sorpresa a Dean Martin. Lewis dijo allí en voz alta «ni siquiera sé por qué nos separamos», a lo que Martin, con una sonrisa, le respondió «fue para que pudiéramos crecer». En efecto, ambos por separado fueron muy exitosos, y tal vez juntos, habrían caído en decadencia al cumplir su ciclo.
Desde la década de los cincuenta, Dean Martin formó parte de un grupo de actores conocido como el Rat Pack junto con Frank Sinatra, Peter Lawford y Sammy Davis, Jr.. Todos coincidieron en la película La cuadrilla de los once, de 1960. De los miembros del Rat Pack se decía que tenían estrechos contactos con el mundo de la mafia; de hecho, se dejaban ver con conocidos miembros del crimen organizado en Las Vegas, ciudad en la que se sentían como pez en el agua.

## Carrera en solitario
Martin quiso mantener el nivel de popularidad ya adquirido y continuó, en solitario, su carrera como actor, realizó papeles de galán y cantante y dejó algunos memorables títulos, como los wéstern Los cuatro hijos de Katie Elder, de Henry Hathaway, o Río Bravo (1959), de Howard Hawks, en la que interpreta a un inolvidable sheriff alcoholizado, castigado por las burlas y la autocompasión.
En tono de comedia, interpretó Bésame, tonto (1964), junto con Kim Novack, dirigida por Billy Wilder, en la que interpretaba, en una parodia de sí mismo, a un conquistador cantante de éxito que llega a un pequeño pueblo de Estados Unidos.
Otras de sus películas destacadas fueron Como un torrente, de Vincente Minnelli y, especialmente, The Young Lions (1958), de Edward Dmytryk.

### Su canción insignia:Everybody Loves Somebody
La canción Everybody Loves Somebody fue compuesta en 1947 y había sido grabada por muchos artistas, incluido Frank Sinatra, sin gran gran éxito. Durante la grabación del disco Dream with Dean y cuando todavía les quedaba cerca de una hora de tiempo de estudio para grabar, Ken Lane, el pianista de Dean y uno de los compositores de la canción, le propuso grabar este tema en una versión tranquila y relajada, con una combinación de piano, guitarra, bajo y batería, que gustó mucho a Dean Martin. La discográfica Reprise Records, entusiasmada con el potencial de la canción, cambió el nombre del elepé a Everybody Loves Somebody. A Martin, le gustó tanto, que casi de inmediato hizo una nueva versión para su siguiente álbum, pero esta vez con orquesta completa y coros. 
Aunque en 1964 seguía siendo un artista importante, Dean Martin no tenía un éxito en el Top 40 desde 1958. Con la denominada invasión británica dominando las listas de éxitos de los Estados Unidos, muy pocos creían que un cantante italiano que había cantado melodías clásicas desde hacía casi veinte años fuera a ser del gusto de los adolescentes. A Martin le disgustaba el rock and roll y de hecho creó un pequeño conflicto con su hijo, Dean Paul Martin, entonces de doce años, que, como muchos jóvenes de la época, era seguidor de grupos como los Beatles. Se cuenta que Martin le dijo a su hijo: «Voy a bajar a tus amigotes de la cima de las listas» El 15 de agosto de 1964, lo logró: Everybody Loves Somebody sustituyó a la canción A Hard Day's Night, de los Beatles, en el puesto más alto de las listas de popularidad
Hasta entonces la canción insignia de Martin había sido That's Amore, pero esta pronto quedó relegada, pues el popular artista interpretó Everbody loves somebody semanalmente como el tema de su programa televisivo de variedades entre 1965 y 1974.

## El show de Dean Martin

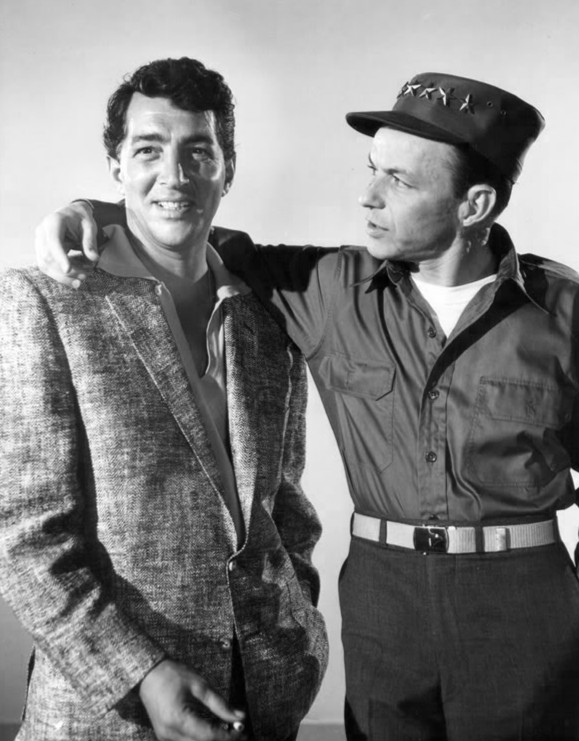
Con Frank Sinatra en el show

En 1965, Dean Martin es contratado por la NBC y se convierte en el anfitrión de su propio programa de televisión, que recibió el nombre de The Dean Martin Show. Este programa de variedades comenzó a emitirse el 16 de septiembre de 1965.[cita requerida]
En 1973, tras ocho temporadas en el aire, The Dean Martin Show iba perdiendo audiencia, por lo que los directores de la cadena decidieron darle un nuevo aire y pensaron en introducir a estrellas de peso para hacer de gancho y atraer a los espectadores. Sin embargo, tampoco funcionó y el programa fue cancelado.[cita requerida]
La NBC, en lugar de dar el tema por zanjado y despedir a Dean Martin, quiso seguir explotando la popularidad de su estrella, por lo que retomó la idea de entrevistar a estrellas y firmó con Dean Martin para que rodara una serie de especiales. El nuevo programa fue titulado como The Dean Martin Celebrity Roast.[cita requerida]

## Declive de su estrellato
En 1966 interpretó a Matt Helm, un espía al estilo James Bond, aunque en clave de humor. Daría vida a este héroe en una serie compuesta por cuatro películas, por orden cronológico: The Silencers y Matt Helm, agente muy especial (ambas de 1966), La emboscada (1967) y La mansión de los siete placeres (1969).
Al final de la cuarta entrega, se anunció una quinta película de la serie Matt Helm que iba a titularse The Ravagers, como la novela de Hamilton publicada en 1964. Sin embargo, Dean Martin solicitó elevar el contenido a comedia en la línea de James Bond, en vez de mero humor rudimentario. Al no concedérsele el requerimiento, rehusó volver a encarnar al personaje y el proyecto fue cancelado.
Su última película para el cine fue Cannonball Run II (1984).
En 1985, la NBC lo contrató para formar parte del reparto de una nueva serie titulada Half Nelson. La serie, protagonizada por Joe Pesci, como Rock Nelson, era una comedia, en torno a un detective de Beverly Hills que aprovecha su corta estatura parar resolver los casos. El papel de Martin era el de confidente del detective. La serie se canceló después de que solo se hubieran emitido seis episodios.

### Sus últimos años
El 21 de marzo de 1987, su hijo Dean falleció en un accidente aéreo sobre las montañas de San Gorgonio, California. La pérdida fue un duro golpe para Dean Martin, que se sumió en una profunda depresión de la que nunca llegaría a recuperarse.
Dean Martin murió, con 78 años, el día de Navidad de 1995 en Beverly Hills, California, como consecuencia de un enfisema que le produjo su avanzado cáncer de pulmón. Sus restos se encuentran en el Cementerio Westwood Village Memorial Park de Los Ángeles, California y en su lápida se lee «Everybody Loves Somebody».

## Vida afectiva

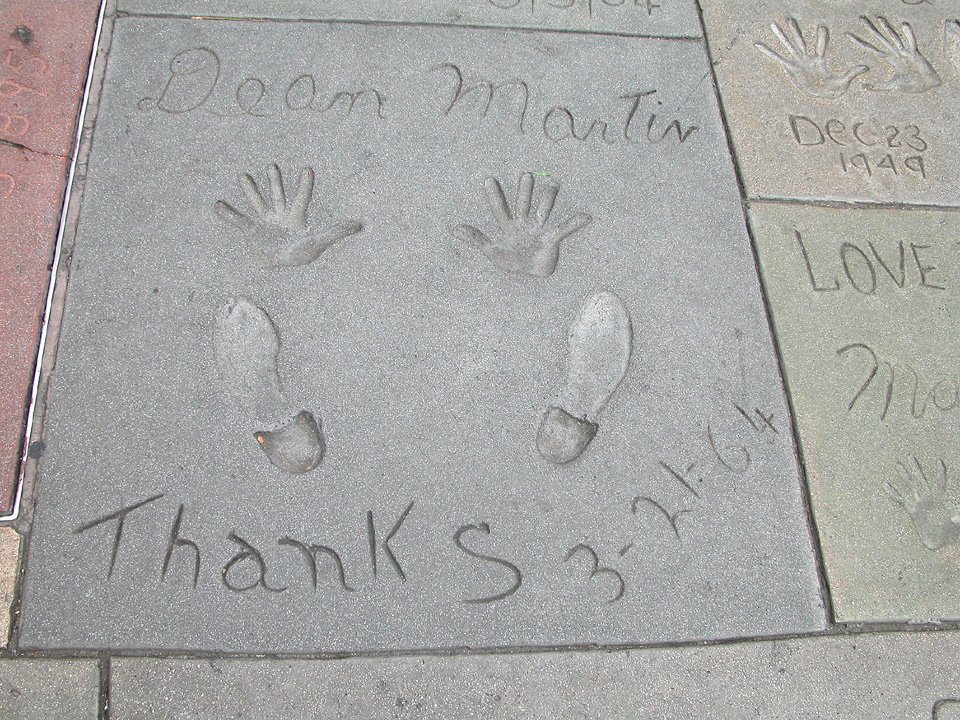
Huellas de Dean Martin

El 2 de octubre de 1941, se casó con Elizabeth Anne McDonald. Tuvieron cuatro hijos; entre ellos, la también cantante Gail Martin. Dean se divorció en 1949. 
El 1 de septiembre de 1949, contrajo matrimonio con Jeanne Biegger (ella cambió su nombre por el de Jeanne Martin). Se separaron en 1973. Tuvieron tres hijos:
- Dean Paul Martin (Dino) (17 de noviembre de 1951-21 de marzo de 1987)
- Ricci Martin (20 de septiembre de 1953-3 de agosto de 2016)
- Gina Caroline Martin (20 de septiembre de 1956)

Dean y Jeanne se divorciaron el día de San Valentín de 1973; solo dos días antes, había nacido su nieto, el actor Alexander Martin, hijo de Dean Paul Martin y de la actriz Olivia Hussey. A pesar del divorcio, mantuvieron una buena relación.
En 1973, contrajo matrimonio por tercera vez con Catherine Hawn. Ambos adoptaron a una niña Heather Lyn. El matrimonio duró tres años.

## Personalidad
De Dean Martin, Dino para sus amigos, se han dicho muchas cosas. Como persona simpática y afable en los ambientes sociales y fiesteros. Leal y bien intencionado con sus amistades pero, al tiempo ser una persona que requería su espacio distante y reservado. Gran fumador, vividor, mujeriego empedernido, de gran ego e incapaz de amar a una sola mujer.[cita requerida]
Sus canciones aún se escuchan a través de radio, películas y comerciales y su imagen será recordada por siempre como The Unique Dino.[cita requerida]
Según el libro Frank Sinatra y el olvidado arte de vivir, de Bill Zehme, el cual está muy bien documentado, Dean Martin casi no bebía, aunque siempre tenía un vaso de licor (muchas veces jugo de manzana) en la mano para simularlo durante sus actuaciones cómicas.
Es famoso el incidente con los Rolling Stones en el programa de Ed Sullivan el 3 de junio de 1964, en que abiertamente se burló de la joven banda, mientras su popularidad comenzaba a decaer.[cita requerida]

## Voz
Dean Martin cantaba en el registro del barítono. Sin embargo, su color de voz, tanto hablada como cantada, era la de un tenor.[cita requerida]

## Filmografía
- 1949: My Friend Irma de George Marshall (Con Jerry Lewis).
- 1950: My Friend Irma Goes West de Hal Walker (Con Jerry Lewis).
- 1950: At War with the Army de Hal Walker. (Con Jerry Lewis).
- 1951: That's my boy de Hal Walker. (Con Jerry Lewis).
- 1952: ¡Vaya par de marinos! (Sailor Beware) de Hal Walker. (Con Jerry Lewis).
- 1952: Camino a Bali (Road to Bali) de Hal Walker. (Con Jerry Lewis, cameo de ambos).
- 1952: Locos del aire (Jumping Jacks) de Norman Taurog. (Con Jerry Lewis).
- 1953: El cómico (The Stooge) de Norman Taurog. (Con Jerry Lewis).
- 1953: El castillo maldito (Scared Stiff) de George Marshall (Con Jerry Lewis).
- 1953: ¡Qué par de golfantes! (The Caddy) de Norman Taurog. (Con Jerry Lewis).
- 1953: El jinete loco (Money from Home) de George Marshall (Con Jerry Lewis).
- 1954: Viviendo su vida (Living It Up) de Norman Taurog. (Con Jerry Lewis).
- 1954: El rey del circo (3 Ring Circus) de Joseph Pevney. (Con Jerry Lewis).
- 1955: Un fresco en apuros (You're Never Too Young) de Norman Taurog. (Con Jerry Lewis).
- 1955: Artistas y modelos (Artists and Models) de Frank Tashlin. (Con Jerry Lewis).
- 1956: Juntos ante el peligro (Pardners) de Norman Taurog. (Con Jerry Lewis).
- 1956: Loco por Anita (Hollywood Or Bust) de Frank Tashlin. (Con Jerry Lewis).
- 1957: Ten Thousand Bedrooms de Richard Thorpe.
- 1958: Como un torrente (Some Came Running) de Vincente Minnelli.
- 1958: The Young Lions (El baile de los malditos) de Edward Dmytryk.[9]
- 1958: Los ambiciosos (Career) de Joseph Anthony.
- 1959: Río Bravo (Río Bravo) de Howard Hawks.
- 1960: La cuadrilla de los once (Ocean’s Eleven) de Lewis Milestone.
- 1960: Pepe de George Sidney (Pequeño cameo).
- 1960: Suena el teléfono (Bells Are Ringing) de Vincente Minnelli
- 1960: ¿Quién era esa chica? ( Who Was That Lady?) de George Sidney.
- 1961: El tercer hombre era mujer (Ada) de Daniel Mann.
- 1961: Todo en una noche (All in a Night's Work) de Joseph Anthony.
- 1962: Trampa a mi marido (Who's Got the Action? ) de Daniel Mann.
- 1962: Dos frescos en órbita (The Road to Hong Kong) de Norman Panama (Cameo).
- 1962: Something's Got to Give de George Cukor. (Película inacabada por la trágica muerte de Marilyn Monroe).
- 1962: Los tres sargentos de John Sturges.
- 1963: Cuatro tíos de Texas (4 for Texas) de Robert Aldrich.
- 1963: Who's Been Sleeping in My Bed? de Daniel Mann.
- 1963: Cariño amargo (Toys in the Attic, en español, también traducido como: Pasiones en conflicto) de George Roy Hill.
- 1963: Gallardo y calavera (Come Blow Your Horn) de Bud Yorkin. (Cameo)
- 1963: Canzoni nel mondo de Vittorio Sala.
- 1964: Bésame, tonto (Kiss Me, Stupid) de Billy Wilder.
- 1964: Ella y sus maridos (What a Way to Go!) de J. Lee Thompson.
- 1964: Cuatro gángsters de Chicago (Robin and the 7 Hoods) de Gordon Douglas.
- 1965: Divorcio a la americana (Marriage on the Rocks) de Jack Donohue.
- 1965: Los cuatro hijos de Katie Elder (The Sons of Katie Elder) de Henry Hathaway.
- 1966: Los silenciadores (The Silencers) de Phil Karlson.
- 1966: Matt Helm, agente muy especial (Murderers’ Row, en español, también traducido como: Matt Helm contra las asesinas) de Henry Levin.
- 1966: Texas (Texas Across the River) de Michael Gordon.
- 1967: Noche de titanes (Rough Night in Jericho) de Arnold Laven.
- 1967: La emboscada (The Ambushers, en español, también traducido como: Emboscada a Matt Helm) de Henry Levin.
- 1968: El póker de la muerte (5 Card Stud) de Henry Hathaway.
- 1968: Bandolero (Bandolero!) de Andrew V. McLaglen.
- 1968: Como salvar un matrimonio (How to Save a Marriage (And Ruin Your Life)!) de Fielder Cook.
- 1969: La mansión de los siete placeres (The Wrecking Crew) de Phil Karlson.
- 1970: Aeropuerto (Airport) de George Seaton.
- 1971: La primera ametralladora del Oeste (Something Big) de Andrew V. McLaglen.
- 1973: Amigos hasta la muerte (Showdown) de George Seaton.
- 1975: Desafío (Mr. Ricco) de Paul Bogart.
- 1981: Los locos de Cannonball (The Cannonball Run) de Hal Needham.
- 1984: Los locos de Cannonball II (Cannonball Run II) de Hal Needham.

## Discografía
- 1965: Holiday Cheer
- Let It Snow! Let It Snow! Let It Snow! (Sammy Cahn/Jule Styne)
- The Things We Did Last Summer (Sammy Cahn/Jule Styne)
- I've Got My Love to Keep Me Warm Irving Berlin (Dean Martin)
- June in January (Ralph Rainger/Leo Robin)
- Canadian Sunset (Norman Gimbel/Eddie Heywood)
- Winter Wonderland (Felix Bernard/Dick Smith)
- Out in the Cold Again (Rube Bloom/Ted Koehler)
- Baby, It's Cold Outside (Frank Loesser)
- Rudolph the Red-Nosed Reindeer (Johnny Marks)
- White Christmas (Irving Berlin)
- It Won't Cool Off (Sammy Cahn/Ken Lane)

## Premios
| Año  | Premio         | Categoría         | Ref    |
| ---- | -------------- | ----------------- | ------ |
| 2009 | Premios Grammy | Carrera artística | [ 10 ] |